# Чернаја (Мехединци)
Чернаја (рум. Cernaia) насеље је у Румунији у округу Мехединци у општини Коркова. Oпштина се налази на надморској висини од 182 m.

## Становништво
Према подацима из 2002. године у насељу је живело 322 становника, од којих су сви румунске националности.